# Масштабування відео

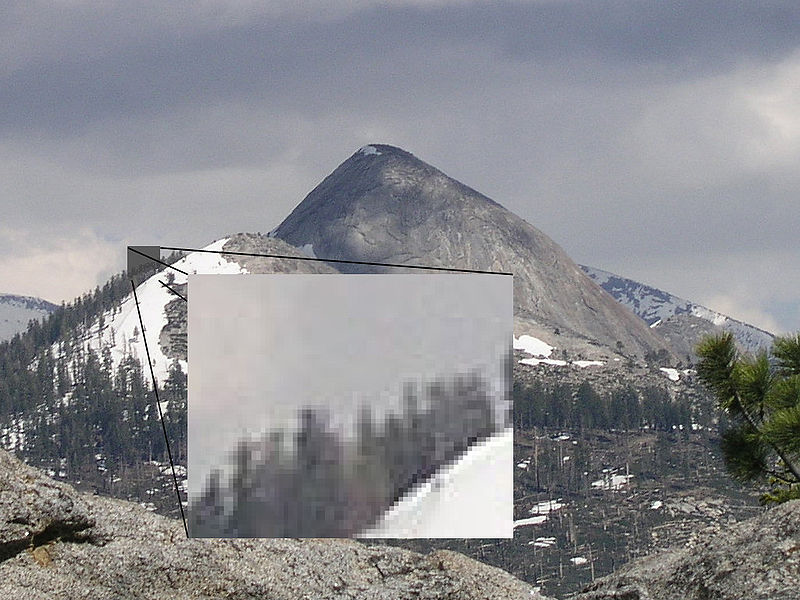
Збільшення невеликої частини зображення з роздільною здатністю 1024x768 (VESA XGA); окремі пікселі є більш видимими у своїй масштабованій формі, ніж у звичайній роздільній здатності.

Масштабування відео (англ. video scaler) — це система, яка перетворює відеосигнали з однієї роздільної здатності дисплея на іншу; зазвичай, масштабування використовується для перетворення сигналу з меншою роздільною здатністю (наприклад, стандартної роздільної здатності 480p) у більш високу роздільну здатність (наприклад, високої чіткості 1080i ), процес, відомий як «збільшення» або «масштабування» (навпаки, перетворення з високої роздільної здатності на низьку роздільну здатність відомий як «конверсія вниз» або «зниження масштабу»).
Відеоскейлери зазвичай знаходяться в побутових електронних пристроях, таких як телевізори, відеоігрові консолі та програвачі DVD або Blu-ray, але їх також можна знайти в іншому аудіо/відео-обладнанні (такому як обладнання для редагування відео та телевізійного мовлення ). Ці пристрої зазвичай використовуються в домашньому кінотеатрі або системах для презентацій. Їх часто комбінують з іншими пристроями або алгоритмами обробки відео, щоб створити відеопроцесор, який поліпшує чіткість відеосигналів.
Відеоскейлери - це в основному, цифровий пристрій; але його можна поєднати з аналого-цифровим перетворювачем (АЦП або дигітайзером) і цифро-аналоговим перетворювачем (ЦАП) для підтримки аналогових входів і виходів.

## Процес

Це порівняння кількох поширених роздільних здатностей відео. Чим більше пікселів у зображенні, тим більше можливостей для дрібнішої деталізації та точності.

Рідна роздільна здатність дисплея — це кількість фізичних пікселів, що складають кожен рядок і стовпець видимої області на вихідній поверхні дисплея. Використовуються різноманітні відеосигнали, які мають різну роздільну здатність, так само, як і різні типи дисплеїв. Тому необхідно здійснювати адаптацію роздільної здатності для належного кадрування відеосигналу на відображуваному пристрої. Наприклад, у Сполучених Штатах існують відеостандарти NTSC, ATSC і VESA, кожен з яких має кілька різних відеоформатів роздільної здатності. Кілька загальних роздільних здатностей також використовуються для телебачення високої чіткості; 720p, 1080i та 1080p.
Хоча масштабування відеосигналу дійсно дозволяє йому підлаштовуватися під розмір конкретного дисплея, ця процедура може спричинити збільшення кількості візуальних артефактів у сигналі, таких як артефакти дзвінка та постеризація.

## Масштабування по телеканалах
Телевізійні канали, які транслюють програмування у форматі 16:9 (або високої чіткості) і 4:3 (або стандартної роздільної здатності), можуть використовувати масштабування та/або кадрування, щоб програмування заповнювало весь екран, на відміну від вертикального форматування. натомість подавати, щоб підтримувати узгодженість формату. Подібним чином телевізійні організації створюють програми у форматі 16:9 для трансляції у каналах формату 4:3 через поштову скриньку — або як повну поштову скриньку 16:9, або часткову поштову скриньку 14:9 — технологія, яка використовується переважно європейськими мовниками під час переходу на цифрове телебачення. Стандарт опису активного формату — це система змінних, що визначають різні конфігурації масштабування, літербоксінгу та pillarboxing. Телевізійне обладнання і телевізори можуть бути автоматично налаштовані на відповідний режим, використовуючи інформацію з прапора AFD, який закодований у вмісті, і співвідношення сторін дисплея.
У 2004 році американська кабельна мережа TNT запровадила трансляцію у форматі HD, вона використовувала систему розтягування, відому як FlexView (яку також пропонували іншим мовникам). FlexView використовував нелінійний метод для розтягування, більше видовжуючи область до країв екрана, ніж його центр. Цю практику нав’язав старший віце-президент із телевізійної інженерії TNT Клайд Д. Сміт, який аргументував, що постійне розміщення призвело до неузгодженості між програмами для глядачів, могло спричинити вигоряння на плазмових телевізорах, деякі старіші HDTV не могли розтягнути 4:3 автоматично, а якість розтягування на деяких дисплеях була поганою. Незважаючи на наміри TNT, систему часто критикували глядачі каналів у високій чіткості, і деякі навіть вживали термін "Stretch-O-Vision" для опису цього ефекту.
У 2014 році FXX стали об'єктом критики через використання обрізання та масштабування у повторних випусках «Сімпсонів» (які почали створювати епізоди у форматі HD лише з 20-го сезону), оскільки їх метод обрізання спричиняв втрату різних візуальних ґегів. У лютому 2015 року компанія FXX оголосила, що у відповідь на ці скарги представить ці епізоди в оригінальному форматі 4:3 у своїй службі відео на замовлення.
Починаючи приблизно з 2008 року, деякі мережі та кабельні компанії розпочали випускати високоформатні версії старих програм, які спочатку були зняті на плівку у форматі 4:3. Цей формат завжди обрізав бокові частини зображення. Наприклад, телеканали, що ведуть синдикацію і кабельна мережа TBS транслює Seinfeld у форматі HD. Виробник серіалу Sony Pictures перейшов до джерела 35-міліметрової плівки, зробивши нові шаблони HD і обрізавши верхню та нижню частини кадру, одночасно відновивши боки.

## Дивитись також
- Деінтерлейсінг
- Масштабування зображення
- Video § Display standards